# Jabučje (Lajkovac)
Pour les articles homonymes, voir Jabučje.
Jabučje (en serbe cyrillique : Јабучје) est une localité de Serbie située dans la municipalité de Lajkovac, district de Kolubara. Au recensement de 2011, elle comptait 2 955 habitants.
Jabučje est officiellement classé parmi les villages de Serbie.

## Démographie

### Évolution historique de la population
| 1948  | 1953  | 1961  | 1971  | 1981  | 1991  | 2002  | 2011  |
| ----- | ----- | ----- | ----- | ----- | ----- | ----- | ----- |
| 3 827 | 3 921 | 3 875 | 3 603 | 3 371 | 3 284 | 3 250 | 2 955 |

|  |